# Partido de los Campesinos de Italia
El Partido de los Campesinos de Italia (Partito dei Contadini d'Italia) fue un pequeño partido político italiano fundado en 1920.
Inicialmente de ideas socialdemócratas y socialcristianas, el partido se trasladó a una posición ideológica independiente, con el único objetivo de defender a los pequeños productores frente a los grandes terratenientes. El partido, nacido en Piamonte, nunca fue capaz de convertirse en una organización de ámbito nacional, limitándose su actuación al Valle del Po.
El partido se presentó por primera vez a las elecciones en 1921, logrando en 1924 a 4 diputados, antes de ser disuelto por la fuerza por el régimen fascista. Después de la guerra, que fue reconstituido por Alessandro Scotti, que fue elegido diputado en 1946 y 1948. Sin embargo, Democracia Cristiana había tomado parte firmemente en la defensa de los intereses agrarios, y el partido fue perdiendo terreno. Sobrevivió sólo a nivel local durante muchos años, antes de ser finalmente disuelto en 1963 e integrarse en el Partido Republicano Italiano.
- Datos: Q3896828